# Rewaskularyzacja
Rewaskularyzacja – poszerzenie i udrożnienie zwężonego naczynia krwionośnego. Rewaskularyzacja ma na celu przywrócenie prawidłowego krążenia w świetle naczynia. Leczenie polegające na przeprowadzaniu rewaskularyzacji i przywracaniu prawidłowego krążenia w uprzednio zwężonym, bądź zamkniętym świetle naczynia nazywane jest leczeniem reperfuzyjnym. Leczenie reperfuzyjne prowadzone jest przez podawanie odpowiednich leków (leczenie farmakologiczne), poprzez wykonanie przezskórnej interwencji wieńcowej (PTCA), lub zabiegu operacyjnego polegającego na wszczepieniu  pomostów aortalno-wieńcowych w przypadku zwężenia światła naczyń wieńcowych.